# فرودگاه صحرایی آماکوسا
فرودگاه صحرایی آماکوسا (به انگلیسی: Amakusa Airfield) یک فرودگاه همگانی با کد یاتا AXJ است که یک باند فرود آسفالت بتن دارد و طول باند آن ۱۰۰۰ متر است. این فرودگاه در شهر آماکوسا، کوماموتو کشور ژاپن قرار دارد و در ارتفاع ۱۰۴ متری از سطح دریا واقع شده‌است.

## شرکت‌های هواپیمایی و مقصدهای پروازی

### مسافری
| شرکت‌های هواپیمایی | مقصدهای پروازی     |
| ----------------- | ------------------ |
| آماکوسا ایرلاینز  | فوکوئوکا، کوماموتو |